# 청딱따구리속
청딱따구리속(학명: Picus)은 딱따구리목 딱따구리과에 속하는 속으로, 유럽·아시아·북아프리카에 분포한다. 속명은 라틴어로 딱따구리를 의미하며, 1758년 칼 폰 린네가 명명하여 자연의 체계 10판에 기재하였다. 모식종은 유라시아청딱따구리이다.

## 하위 종
현재까지 총 14종이 기재되었다.
- 쇠노랑갈기딱따구리 (P. chlorophus)
- 진홍날개딱따구리 (P. puniceus)
- 가슴줄무늬딱따구리 (P. viridanus)
- 레이스딱따구리 (P. vittatus)
- 목줄무늬딱따구리 (P. xanthopygaeus)
- 비늘배딱따구리 (P. squamatus)
- 일본청딱따구리 (P. awokera)
- 유라시아청딱따구리 (P. viridis)
- 이베리아청딱따구리 (P. sharpei)
- 르발리앙딱따구리 (Picus vaillantii)
- 붉은염주딱따구리 (P. rabieri)
- 검은머리딱따구리 (P. erythropygius)
- 청딱따구리 (P. canus)
- 수마트라딱따구리 (P. dedemi)